# Sam Graves
Samuel Graves, född 7 november 1963 i Tarkio, Missouri, är en amerikansk republikansk politiker. Han representerar delstaten Missouris sjätte distrikt i USA:s representanthus sedan 2001.
Graves gick i skola i Tarkio High School i Tarkio. Han utexaminerades 1986 från University of Missouri. Han var ledamot av Missouri House of Representatives, underhuset i delstatens lagstiftande församling, 1992-1994. Han var sedan ledamot av delstatens senat 1994-2000.
Kongressledamoten Pat Danner kandiderade inte till omval i kongressvalet 2000. Hennes son Steve Danner besegrades knappt av Graves i kongressvalet. Graves efterträdde Pat Danner som kongressledamot i januari 2001. Han har omvalts fyra gånger.